# Gledson
Gledson, właśc. Gledson da Silva Menezes (ur. 4 września 1979 w Felipe Guerra) piłkarz brazylijski grający na pozycji środkowego obrońcy.

## Życiorys
Gledson jest wychowankiem małego klubu Tubarao FC, w barwach którego grał w jednej z niższych lig do roku 2001. Wtedy to wyemigrował do Niemiec, a tam jego pierwszym klubem stała się Fortuna Kolonia, w której to przez rok występował w rozgrywkach Regionalligi Północnej i spadł z nią jeszcze o klasę niżej. Latem 2002 przeszedł do LR Ahlen, jednak na boiskach 2. Bundesligi nie zagrał ani razu i po roku został wypożyczony do innego drugoligowca, VfL Osnabrück. W VfL występował przez jeden sezon w podstawowej jedenastce, a po spadku tej drużyny do Regionalligi wrócił do Ahlen. W sezonie 2004/2005 był już podstawowym zawodnikiem tego zespołu i pomógł mu w uniknięciu degradacji do trzeciej ligi. W 2005 roku Gledson związał się na 2 lata z Hansą Rostock. W sezonie 2005/2006 nie zdołał z nią awansować do Bundesligi, ale sukces ten osiągnął już rok później, czyli w sezonie 2006/2007 i był wówczas jednym z najlepszych zawodników klubu z Rostocku.
Latem 2007 Gledsonowi skończył się kontrakt z Hansą i na zasadzie wolnego transferu przeniósł się do mistrza Niemiec, VfB Stuttgart, gdzie będzie rywalizować o miejsce na środku obrony z Fernando Meirą czy Matthieu Delpierre.
| Sezon   | Klub            | Kraj   | Rozgrywki             | Mecze | Bramki |
| ------- | --------------- | ------ | --------------------- | ----- | ------ |
| 2001/02 | Fortuna Kolonia | Niemcy | Regionalliga          | 13    | 0      |
| 2002/03 | LR Ahlen        | Niemcy | 2. Fußball-Bundesliga | 0     | 0      |
| 2003/04 | VfL Osnabrück   | Niemcy | 2. Fußball-Bundesliga | 27    | 1      |
| 2004/05 | LR Ahlen        | Niemcy | 2. Fußball-Bundesliga | 28    | 1      |
| 2005/06 | Hansa Rostock   | Niemcy | 2. Fußball-Bundesliga | 19    | 2      |
| 2006/07 | Hansa Rostock   | Niemcy | 2. Fußball-Bundesliga | 31    | 4      |
| 2007/08 | VfB Stuttgart   | Niemcy | Bundesliga            | 0     | 0      |
| 2007/08 | Hansa Rostock   | Niemcy | Bundesliga            | 10    | 0      |
| 2008/09 | Hansa Rostock   | Niemcy | 2. Fußball-Bundesliga | 16    | 1      |
| 2009/10 | FSV Frankfurt   | Niemcy | 2. Fußball-Bundesliga | 23    | 0      |
| 2010/11 | FSV Frankfurt   | Niemcy | 2. Fußball-Bundesliga | 23    | 0      |
| 2011/12 | FSV Frankfurt   | Niemcy | 2. Fußball-Bundesliga |       |        |